# Buonconvento
Buonconvento es una localidad italiana de la provincia de Siena, región de Toscana, con 3.225 habitantes.

Ubicación de la ciudad de Buonconvento dentro de la provincia de Siena.

## Evolución demográfica
| Gráfica de evolución demográfica de Buonconvento entre 1861 y 2001 |
|                                                                    |
| Fuente ISTAT - Elaboración gráfica por parte de Wikipedia          |